# Субботин, Андрей Павлович
Андре́й Па́влович Суббо́тин (1852—1906) — русский экономист, издатель и педагог, публицист, автор статей на экономические темы.

## Биография
Родился в 1852 году.
Окончил юридический факультет Московского университета.
Преподавал коммерческие науки в Санкт-Петербургском 2-м реальном училище и других образовательных учреждениях. За это время им был составлен «Курс промышленной экономии и коммерческой географии в связи с торгово-промышленной статистикой России и других стран», выпущенный в типографии М. М. Стасюлевича в 1878 году.
Покинув педагогическое поприще, он исполнял в России и за границей поручения министров финансов и путей сообщения, производя экономические исследования в разных местах России.
В 1885—1894 годах издавал «Экономический журнал».
В 1891 году в Санкт-Петербурге основал «Собрание экономистов» для обсуждения всякого рода экономических и финансовых вопросов.
В своих экономических статьях, большая часть которых помещалась в Вестнике Европы, Слове, Северном вестнике, Порядке, Луче, проявил себя противником покровительственной системы, усиления косвенного обложения, бумажно-денежных выпусков и государственных займов. А. П. Субботин указывал на необходимость подоходного налога, расширения экономической деятельности земств, поддержания общинного землевладения и кустарной промышленности.
Изучал положение евреев в черте оседлости. Свои наблюдения и статистические данные об участии евреев в местной торговле, ремеслах, промышленности описал в монографии «В черте еврейской оседлости. Отрывки из экономических исследований в западной и юго-западной России за лето 1887 года». После статей И. Г. Оршанского этот труд был первой серьезной попыткой экономического обследования еврейского населения России.

Субботин близко принимал к сердцу бедствие еврейского народа и нередко в моменты особенно ожесточенной травли евреев представлял правительству, где имел связи, докладные записки в защиту евреев. Субботин — один из немногих русских людей, старавшихся не только словом, но и живым делом помочь еврейскому народу добиться лучших условий существования в России.— Субботин, Андрей Павлович // Еврейская энциклопедия Брокгауза и Ефрона. — СПб., 1908—1913.
Скончался в Симеизе Таврической губернии 14 (27) мая 1906 года.